# Sekretinski receptor
Sekretinski receptor (ime gena SCTR) je G protein-spregnuti receptor koji vezuje sekretin, i koji je vodeći ćlan (tj., prvo-klonirani) iz GPCR klase B potfamilije.

## Interakcije
Za sekretinski receptor je bilo pokazano da interaguje sa pituitarnim adenilat-ciklaza aktivirajućim peptidom.

## Dodatna literatura
- Ulrich CD, Holtmann M, Miller LJ (1998). „Secretin and vasoactive intestinal peptide receptors: members of a unique family of G protein-coupled receptors.”. Gastroenterology. 114 (2): 382—97. PMID 9453500. doi:10.1016/S0016-5085(98)70491-3.
- CP, Felley; Qian JM; S, Mantey;  . (1993). „Chief cells possess a receptor with high affinity for PACAP and VIP that stimulates pepsinogen release.”. Am. J. Physiol. 263 (6 Pt 1): G901—7. PMID 1335692.
- T, Ishihara; Nakamura S; Y, Kaziro;  . (1991). „Molecular cloning and expression of a cDNA encoding the secretin receptor.”. EMBO J. 10 (7): 1635—41. PMC 452832 . PMID 1646711.
- P, Robberecht; De Neef P; M, Waelbroeck;  . (1988). „Secretin receptors in human pancreatic membranes.”. Pancreas. 3 (5): 529—35. PMID 3186683. doi:10.1097/00006676-198810000-00004.
- BK, Chow (1995). „Molecular cloning and functional characterization of a human secretin receptor.”. Biochem. Biophys. Res. Commun. 212 (1): 204—11. PMID 7612008. doi:10.1006/bbrc.1995.1957.
- Patel DR, Kong Y, Sreedharan SP (1995). „Molecular cloning and expression of a human secretin receptor.”. Mol. Pharmacol. 47 (3): 467—73. PMID 7700244.
- Holtmann MH, Hadac EM, Miller LJ (1995). „Critical contributions of amino-terminal extracellular domains in agonist binding and activation of secretin and vasoactive intestinal polypeptide receptors. Studies of chimeric receptors.”. J. Biol. Chem. 270 (24): 14394—8. PMID 7782300. doi:10.1074/jbc.270.24.14394.
- Jiang S, Ulrich C (1995). „Molecular cloning and functional expression of a human pancreatic secretin receptor.”. Biochem. Biophys. Res. Commun. 207 (3): 883—90. PMID 7864894. doi:10.1006/bbrc.1995.1268.
- Sreedharan SP, Patel DR, Huang JX, Goetzl EJ (1993). „Cloning and functional expression of a human neuroendocrine vasoactive intestinal peptide receptor.”. Biochem. Biophys. Res. Commun. 193 (2): 546—53. PMID 8390245. doi:10.1006/bbrc.1993.1658.
- Mark HF, Chow BK (1996). „Localization of the gene encoding the secretin receptor, SCTR, on human chromosome 2q14.1 by fluorescence in situ hybridization and chromosome morphometry.”. Genomics. 29 (3): 817—8. PMID 8575789. doi:10.1006/geno.1995.9922.
- JP, Vilardaga; di Paolo E; de Neef P;  . (1996). „Lysine 173 residue within the first exoloop of rat secretin receptor is involved in carboxylate moiety recognition of Asp 3 in secretin.”. Biochem. Biophys. Res. Commun. 218 (3): 842—6. PMID 8579602. doi:10.1006/bbrc.1996.0150.
- BK, Chow (1998). „Functional antagonism of the human secretin receptor by a recombinant protein encoding the N-terminal ectodomain of the receptor.”. Receptors & signal transduction. 7 (3): 143—50. PMID 9440501.
- MA, Shetzline; Premont RT; JK, Walker;  . (1998). „A role for receptor kinases in the regulation of class II G protein-coupled receptors. Phosphorylation and desensitization of the secretin receptor.”. J. Biol. Chem. 273 (12): 6756—62. PMID 9506976. doi:10.1074/jbc.273.12.6756.
- PK, Ho; Fong RS; HS, Kai;  . (1999). „The human secretin receptor gene: genomic organization and promoter characterization.”. FEBS Lett. 455 (3): 209—14. PMID 10437774. doi:10.1016/S0014-5793(99)00864-9.
- RT, Pang; Ng SS; CH, Cheng;  . (1999). „Role of N-linked glycosylation on the function and expression of the human secretin receptor.”. Endocrinology. 140 (11): 5102—11. PMID 10537138. doi:10.1210/en.140.11.5102.
- Chan KY, Pang RT, Chow BK (2001). „Functional segregation of the highly conserved basic motifs within the third endoloop of the human secretin receptor.”. Endocrinology. 142 (9): 3926—34. PMID 11517171. doi:10.1210/en.142.9.3926.
- RL, Strausberg; Feingold EA; LH, Grouse;  . (2003). „Generation and initial analysis of more than 15,000 full-length human and mouse cDNA sequences.”. Proc. Natl. Acad. Sci. U.S.A. 99 (26): 16899—903. PMC 139241 . PMID 12477932. doi:10.1073/pnas.242603899.
- RT, Pang; Lee LT; SS, Ng;  . (2004). „CpG methylation and transcription factors Sp1 and Sp3 regulate the expression of the human secretin receptor gene.”. Mol. Endocrinol. 18 (2): 471—83. PMID 14645499. doi:10.1210/me.2003-0245.
- T, Ota; Suzuki Y; T, Nishikawa;  . (2004). „Complete sequencing and characterization of 21,243 full-length human cDNAs.”. Nat. Genet. 36 (1): 40—5. PMID 14702039. doi:10.1038/ng1285.

## Spoljašnje veze
- GPCR baza podataka - Sekretinski receptor Архивирано на веб-сајту  (3. март 2016)
- secretin+receptor на 